# Neustadt bei Coburg
Neustadt bei Coburg település Németországban, azon belül Bajorországban. Lakosainak száma 15 089 fő (2023. december 31.).

## Városrészei
A belváros kívül van 21 városrész:
| - Aicha - Birkig - Boderndorf - Brüx - Ebersdorf - Fechheim - Fürth am Berg | - Haarbrücken - Höhn - Horb bei Fürth am Berg - Kemmaten - Ketschenbach - Meilschnitz - Mittelwasungen | - Plesten - Rüttmannsdorf - Thann - Unterwasungen - Weimersdorf - Wellmersdorf - Wildenheid] |

## Története

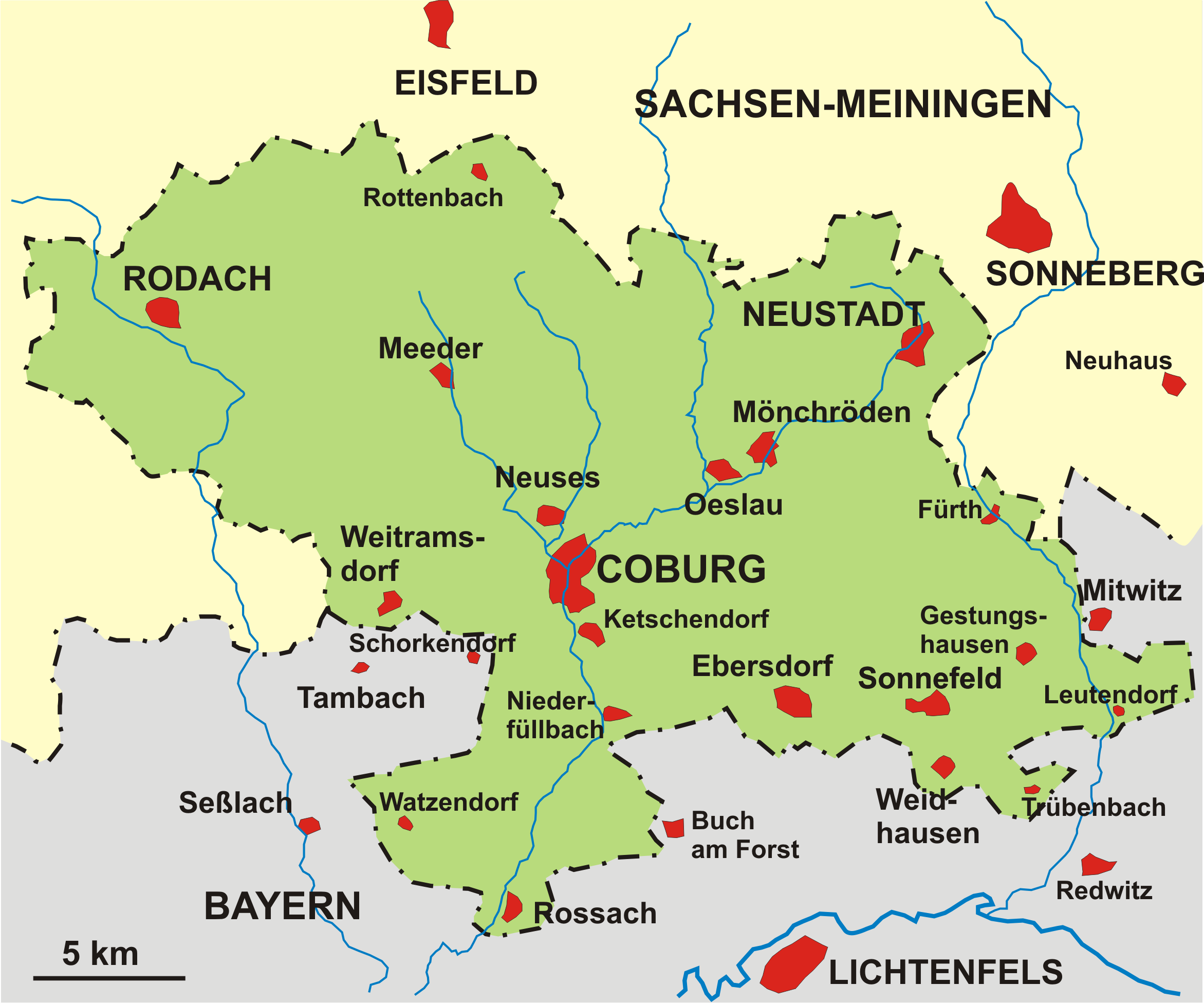
A Szász–Coburg Hercegség

1826 és 1918 között a Szász–Coburg–Gotha Hercegséghez tartozott.

## Népesség
A település népessége az elmúlt években az alábbi módon változott:
| Lakosok száma | 8761 | 18 472 | 12 665 | 15 359 | 15 278 | 15 258 | 15 181 | 15 257 | 14 951 | 15 089 |
|               | 1925 | 1970   | 1975   | 2011   | 2013   | 2014   | 2016   | 2019   | 2021   | 2023   |